# Angélico
Adam Bridle, mer känd under 7 maj 1987 i Johannesburg, Sydafrika, är en sydafrikansk fribrottare tränad i Mexiko. Han inledde karriären 2007 och tränades av Último Dragón, känd från bland annat WWE, samt de mexikanska submissionsfribrottarna och tränarna Black Terry och Negro Navarro. Sedan 2019 brottas han i All Elite Wrestling i USA. Han var tidigare en framgångsrik fribrottare på lucha libre-scenen i Mexiko, främst i förbundet Lucha Libre AAA Worldwide där han tre gånger var Tag Team-mästare tillsammans med Jack Evans under namnet Los Gueros Del Cielo.